# Agent biologique
Pour les articles homonymes, voir agent.
 (mars 2020).
Si vous disposez d'ouvrages ou d'articles de référence ou si vous connaissez des sites web de qualité traitant du thème abordé ici, merci de compléter l'article en donnant les références utiles à sa vérifiabilité et en les liant à la section « Notes et références ».

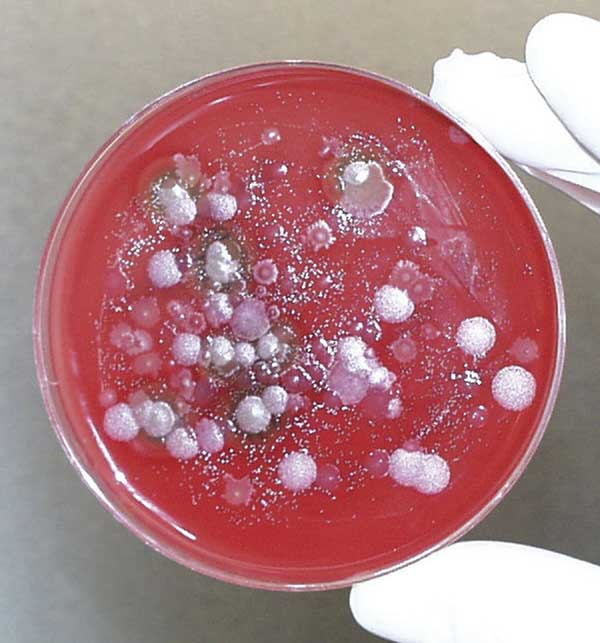
Une culture de Bacillus anthracis, responsable de l'anthrax.

Un agent biologique est un micro-organisme (bactérie, spore de microchampignon, virus), un parasite, une culture cellulaire ou une toxine. On parle d'agent infectieux si cet agent est susceptible de provoquer une infection, une allergie ou une intoxication chez son hôte. Cet agent peut être vivant ou non (ex : les virus ne sont pas vivants, ni le prion pathogène, mais ils sont classés parmi les agents biologiques). Hormis pour le prion de la vache folle (identique à celui qui est l'agent de la maladie de Creutzfeldt-Jakob chez l'homme) ou celui qui est responsable de la maladie débilitante chronique, ils sont identifiés notamment par leur nom latin de genre et d’espèce. 
Les agents biologiques vivant ont besoin de nourriture et de certaines conditions environnementales pour survivre et leur durée de vie est également limitée. Certains peuvent sporuler ou survivre à la congélation.

## Caractéristiques

Symbole international du danger biologique.

Ces agents ont la capacité de nuire à la santé humaine (et/ou animale ou de végétaux) de diverses façons, allant de réactions allergiques (le plus souvent bénignes) à des maladies ou intoxications graves, conduisant éventuellement à la mort. 
L'évaluation des risques biologiques induits par ces agents doit tenir compte de leur pouvoir infectieux (effets directs), mais aussi d'éventuelles synergies et de  molécules secondaires telles que les toxines produites par les bactéries, les cyanotoxines produits par les cyanobactéries ou les mycotoxines de moisissures  ou encore les endotoxines issues de la paroi de certaines bactéries, etc.…
Ces agents sont pour certains omniprésents dans l'environnement naturel, dans l'eau, le sol, les plantes et les animaux, les excréments, les cadavres....
Parce que de nombreux agents biologiques se reproduisent rapidement, mutent facilement et rapidement, peuvent acquérir, dupliquer et échanger des gènes de résistance (aux métaux, aux antibiotiques et à d'autres biocides), et parce qu'ils requièrent très peu ressources pour se nourrir ou se conserver, ils constituent un danger particulier dans une grande variété de milieux professionnels.

## Santé au travail et risque infectieux
En France le code du travail définit les agents biologiques et les classe en quatre groupes selon la gravité du risque d’infection pour l’homme. 

## Usages industriels ou de laboratoire
Des agents biologiques, sélectionnés et parfois génétiquement modifiés sont utilisés pour des expériences, la production de molécules d'intérêt, comme arme bactériologique (aujourd'hui interdite) ou par exemple pour la biohydrométallurgie. 